# ペンタエチレンヘキサミン
ペンタエチレンヘキサミン (Pentaethylenehexamine = PEHA) は、有機アミンである。これは、5つのエチレン基 -CH2CH2-と、4つの第二級アミノ基（-NH-）によって鎖状に結合され、 各末端は第一級アミノ基 (-NH2) で終わっている。ペンタエチレンヘキサミンは、6つのアミノ基のルイス塩基性により、六座配位子である。ペンタエチレンヘキサミンはポリエチレンアミンのカテゴリーに属し、商業的に販売されているこれらの混合物の一部である。
ペンタエチレンヘキサミンの市販品には、線状構造に加えて、分岐および環状ポリアミンが含まれている。 
アミンとしては有機塩基であり、さまざまな酸との反応によりアンモニウム塩を形成することができる。塩類は、塩化物、硫酸塩、硝酸塩、ナフタレン-2-スルホン酸塩、p-トルエンスルホン酸塩などの対陰イオンを含む。p-トルエンスルホン酸塩は、溶解性が低いため、線状分子を他の形態から分離するために使用できる。

## 性質
ペンタエチレンヘキサミン塩の赤外吸収スペクトルは、存在するアンモニウムの特性を示している。振動様式には伸縮モード、非対称および対称変角モードがあるが、最も有用な吸収帯はロッキング (横ゆれ) モードによるもので、-NH3+は810 cm-1および -NH2+は768 cm-1である。

## 反応
ペンタエチレンヘキサミンはホルムアルデヒドおよびギ酸とエシュバイラー・クラーク反応を経て、すべてのアミノ基の水素原子をメチル基で置換したオクタメチルペンタエチレンヘキサミン (OMPEHA) となる。
ペンタエチレンヘキサミンは再配列して N,N’-ビス (2-アミノエチル) ピペラジン-1,4-ジエチルアミン を形成する。

## 配位子
ペンタエチレンヘキサミンは配位子として peha または PEHA と略記される。それは強電界配位子である。以下の金属と錯体を形成することができる。コバルト、ニッケル、銅、亜鉛、カドミウム、ランタン、ネオジム、ユーロピウム、サマリウム、鉛、トリウムまたはウラン。

## 使用
ペンタエチレンヘキサミンは、例えば Lewatit 6718 HLH のようなイオン交換樹脂の原料に使われる。
ペンタエチレンヘキサミンは、空気中の二酸化炭素をメタノールに変換するための捕集剤として研究されている。